# Chi Nắp ấm
Chi Nắp ấm hay còn gọi chi nắp bình, chi bình nước (danh pháp khoa học: Nepenthes ) là chi thực vật duy nhất trong họ đơn chi Nepenthaceae. Chi này chứa khoảng 90 tới 130 loài, với vô số loại cây lai ghép tự nhiên hay từ gieo trồng. Chúng chủ yếu là các loài cây tạo thành dạng dây leo tại khu vực nhiệt đới Cựu thế giới, trong khu vực từ miền nam Trung Quốc, Việt Nam, Indonesia, Malaysia và Philippines; kéo dài về phía tây tới Madagascar (2 loài) và Seychelles (1 loài), Ấn Độ (1 loài) và Sri Lanka (1 loài); về phía nam tới Australia (3 loài) và New Caledonia (1 loài). Sự đa dạng lớn nhất có trên các đảo Borneo và Sumatra với nhiều loài là đặc hữu. Một số loài là thực vật của các khu vực đồng bằng thấp và nóng ẩm, nhưng đa phần là thực vật miền núi nhiệt đới, có ban ngày nóng ẩm nhưng ban đêm mát tới lạnh quanh năm. Một vài loài được coi là thực vật núi cao nhiệt đới với ban ngày mát và ban đêm gần như đóng băng. Tên gọi trong tiếng Anh monkey cups (chén khỉ) là để chỉ tới một thực tế là người ta đã thấy những con khỉ uống nước mưa đọng lại trong các loài cây này.

## Miêu tả
Các loài Nepenthes thường có hệ rễ nông và thân cây bò hay leo, thường dài vài mét và cao tới 15 m (49 ft) hay hơn thế, với đường kính thân cây khoảng 1 cm (0,4 inch) hay nhỏ hơn, mặc dù một số loài có thân cây mập hơn (như N. bicalcarata). Từ thân cây mọc ra các lá hình kiếm, sắp xếp so le với mép lá nguyên. Sự mở rộng của gân lá giữa (tua cuốn), ở một số loài hỗ trợ việc leo của cây, thò ra từ đỉnh lá; và tại cuối tua cuốn thì hình thành một chiếc ấm. Chiếc ấm này bắt đầu hình thành như một chồi nhỏ và dần dần mở rộng để tạo ra một chiếc bẫy hình phỏng cầu hay hình ống.
Các loài trong chi Nepenthes thường tạo ra hai kiểu ấm, được biết tới như là lưỡng hình lá. Xuất hiện ở gần gốc cây là những chiếc bẫy lớn nằm thấp, thường là nằm ngay trên mặt đất. Những chiếc ấm trên (trong không trung) thường nhỏ hơn, có màu sắc khác biệt và có các đặc trưng khác biệt so với những chiếc ấm dưới. Những chiếc ấm trên này thường tạo ra khi cây đạt tới độ thành thục và trở nên cao hơn. Để giữ cho cây vững chắc, những chiếc ấm trên thường tạo thành một vòng trong tua cuốn, cho phép nó cuộn lấy chỗ tựa cận kề. Ở một vài loài (như N. rafflesiana) hai kiểu ấm này có thể thu hút những loại con mồi khác nhau. Hình thái biến đổi này cũng thường làm cho sự nhận dạng loài là khó khăn.

Cấu trúc cơ bản của một ấm trên

Chiếc bẫy chứa một chất lỏng do cây tự sinh ra, nó có thể là dạng nước hay siro và được sử dụng để làm con mồi chết đuối. Nghiên cứu chỉ ra rằng chất lỏng này chứa các polymer sinh học nhớt đàn hồi có thể là cốt yếu để cầm giữ côn trùng trong các bẫy của nhiều loài. Hiệu suất đánh bẫy của chất lỏng này vẫn là cao ngay cả khi nó bị nước hòa loãng đáng kể, một điều không tránh khỏi trong các điều kiện ẩm ướt.
Phần dưới của bẫy chứa các tuyến hấp thụ các chất dinh dưỡng từ con mồi bắt được. Dọc theo phần bên trong phía trên của bẫy là một lớp sáp che phủ trơn bóng làm cho sự thoát ra của con mồi là gần như không thể. Bao quanh lối vào bẫy là một cấu trúc gọi là lông măng ("môi") trơn trượt và thường khá sặc sỡ, để thu hút con mồi nhưng lại tạo ra chỗ đứng không vững chắc. Phía trên lớp lông măng là nắp: ở nhiều loài nó giữ cho chất lỏng bên trong ấm không bị nước mưa hòa loãng, mặt dưới của nắp có thể chứa các tuyến mật để thu hút con mồi.
Con mồi của các loài nắp ấm thường là côn trùng, nhưng các loài lớn nhất (như N. rajah và N. rafflesiana) đôi khi có thể bắt cả các động vật có xương sống nhỏ, như chuột và thằn lằn. Nói chung, hoa của chúng mọc thành chùm hoa, hiếm khi thành chùy hoa với các hoa đực và hoa cái trên các cây khác nhau (đơn tính khác gốc). Hạt tạo ra trong các quả nang, có thể chứa tới 50-500 hạt, phát tán nhờ gió, mỗi hạt có một phôi trung tâm và hai cánh, mỗi cánh một bên.

## Phân bố và môi trường sống
Chi Nepenthes chủ yếu được tìm thấy trên quần đảo Mã Lai, với sự đa dạng nhất tại Borneo và Sumatra, đặc biệt là trong các rừng mưa núi cao Borneo. Phạm vi phân bố đầy đủ của chi bao gồm Madagascar (N. madagascariensis và N. masoalensis), Seychelles (N. pervillei), Sri Lanka (N. distillatoria), và Ấn Độ (N. khasiana) ở phía tây cho tới Australia (N. mirabilis, N. rowanae và N. tenax) và New Caledonia (N. vieillardii) ở phía đông nam. Phần lớn các loài chỉ phân bố trong một khu vực rất hạn hẹp, bao gồm một số loài chỉ tìm thấy trên các ngọn núi riêng lẻ. Sự phân bố hạn hẹp này và sự khó tiếp cận của khu vực thường có nghĩa là một số loài hàng thập kỷ không được phát hiện lại trong hoang dã (như N. deaniana chỉ được phát hiện lại sau 100 năm kể từ lần đầu tiên nó được phát hiện). Khoảng 10 loài có các phân bố quần thể lớn hơn một đảo hay một nhóm các đảo nhỏ. Nepenthes mirabilis là loài khác biệt do có sự phân bố rộng nhất trong chi, từ khu vực Đông Dương và trên khắp quần đảo Mã Lai tới Australia.
Do bản chất của môi trường sống mà các loài Nepenthes chiếm lĩnh nên chúng thường được xếp loại như là loài vùng bình nguyên hay loài vùng cao nguyên, phụ thuộc vào độ cao so với mực nước biển mà chúng sinh sống, với 1.200 m (3.937 ft) là ranh giới gần đúng giữa hai kiểu loài này. Các loài mọc tại các độ cao nhỏ hơn cần khí hậu nóng ấm liên tục với sự khác biệt về nhiệt độ giữa ngày và đêm là thấp, trong khi các loài cao nguyên lại phát triển tốt khi chúng nhận được ban ngày nóng ấm và ban đêm mát hơn nhiều. N. lamii là loài giữ kỷ lục trong chi về độ cao mà nó mọc, lên tới 3.520 m (11.549 ft).
Phần lớn các loài Nepenthes mọc trong môi trường có độ ẩm cao và lượng mưa cao cũng như có độ chiếu sáng từ vừa phải tới cao. Một vài loài, như N. ampullaria, lại ưa các khu rừng rậm rạp nhiều bóng râm, nhưng phần lớn các loài phát triển tốt tại rìa các khu vực nhiều cây gỗ và cây bụi hay các khu rừng thưa. Một số loài (như N. mirabilis) thường thấy mọc trong các khu vực rừng đốn hạ sạch, ven đường và các khu đồng ruộng. Các loài khác đã thích nghi với việc mọc trong các khu đồng cỏ kiểu xa van. Loại đất mà các loài Nepenthes mọc thường là đất chua và nghèo dinh dưỡng, với thành phần hợp thành là đất bùn, cát trắng, sa thạch hay đất có nguồn gốc núi lửa. Tuy nhiên, có ngoại lệ đối với sự tổng quát này, trong đó một số loài phát triển tốt trên đất có hàm lượng kim loại nặng cao (như N. rajah), trên các bãi cát trong khu vực sát mép nước tại vùng duyên hải (như N. albomarginata). Các loài khác mọc trên các chỏm núi như là các loại thực vật thạch sinh (sống trên đá), trong khi những loài khác, như N. inermis, có thể mọc như là thực vật biểu sinh không cần tiếp xúc với đất.

## Quan hệ sinh thái

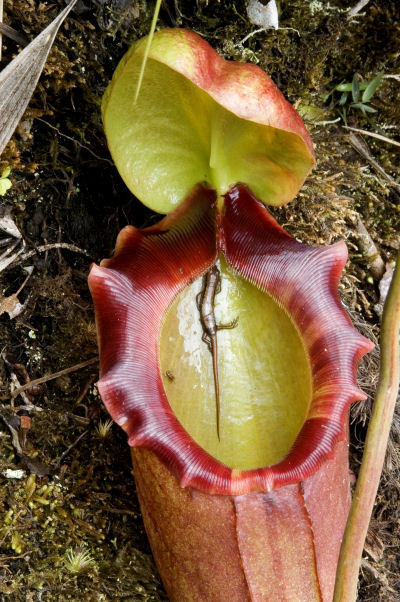
Con thằn lằn chết đuối tìm thấy trong cái ấm mới mở nắp của loài N. rajah.

Tương tác rõ ràng nhất của các loài Nepenthes và môi trường xung quanh của chúng, bao gồm cả với các sinh vật khác, là quan hệ sinh vật săn mồi và con mồi. Các loài Nepenthes chắc chắn thu hút và giết chết con mồi của chúng, dù thụ động, nhưng lại thông qua việc chủ động sản xuất màu sắc hấp dẫn, mật có chứa đường và thậm chí cả hương thơm. Từ mối quan hệ này, các loài thực vật của chi chủ yếu thu được nitơ và phosphor để bổ sung cho nhu cầu dinh dưỡng của chúng để phát triển, những chất thường là thiếu hụt trong khu vực chúng sinh sống. Con mồi thường xuyên nhất là nhóm đông đúc và đa dạng bao gồm các loài chân khớp (Arthropoda), với kiến và các côn trùng khác đứng đầu bảng thực đơn. Các loài chân khớp khác cũng thường được tìm thấy là nhện, bọ cạp và động vật trăm chân, trong khi sên và ếch nhái là ít gặp hơn. Con mồi ít phổ biến hơn cả của các loài Nepenthes là chuột, tìm thấy ở N. rajah. Thành phần con mồi bắt được phụ thuộc vào nhiều yếu tố, bao gồm cả khu vực sinh sống, nhưng có thể kết hợp hàng trăm con côn trùng khác nhau và nhiều loài khác nữa. Trong khi nhiều loài Nepenthes là ăn tạp trong những gì chúng bắt được, thì ít nhất 1 loài N. albomarginata, lại có tính chuyên môn hóa và gần như chỉ bắt giữ những con mối và gần như không tạo ra mật. Loài Nepenthes albomarginata có tên gọi khoa học như vậy là do một vòng lông tơ mịn màu trắng nằm ngay dưới lớp lông măng. Lớp lông tơ mịn này ngon đối với những con mối và thu hút chúng bò vào ấm. Để tìm kiếm lông tơ ăn được này, hàng trăm tới hàng nghìn con mối đã phải bỏ mạng.

### Cộng sinh

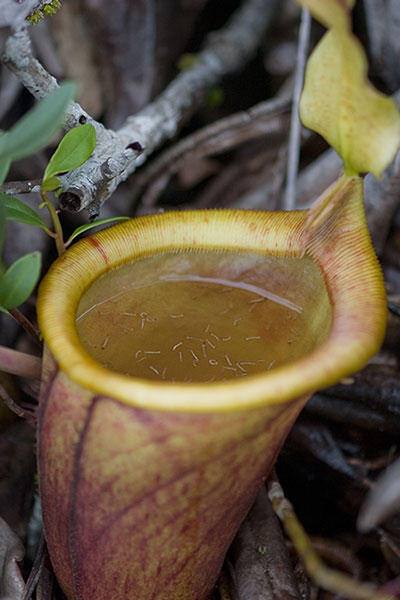
Ấm dưới của N. attenboroughii hỗ trợ một quần thể lớn các ấu trùng muỗi. Chiếc nắp thẳng đứng của loài này phô ra cái ấm của nó với môi trường sao cho nó thường chứa đầy chất lỏng.

Loài N. bicalcarata cung cấp không gian trong các tua cuốn rỗng thuộc ấm trên của nó cho loài kiến đục gỗ Camponotus schmitzi làm tổ. Những con kiến này lấy đi một lượng lớn con mồi từ trong ấm, và điều này có thể là có lợi cho N. bicalcarata do điều này làm giảm sự thối rữa của vật chất hữu cơ mà cây thu thập được, một điều có thể gây hại cho cộng đồng tự nhiên của các loài động vật thủy sinh hỗ trợ cho sự tiêu hóa của cây.
Loài N. lowii cũng tạo ra mối quan hệ phụ thuộc, nhưng ở đây là với động vật có xương sống chứ không phải là với côn trùng. Ấm của N. lowii cung cấp dịch ngọt gỉ ra trên mặt nắp ấm và chỗ đậu cho các loài đồi (chuột chù cây), những loài động vật ăn chất dịch gỉ ra và bài tiết vào trong ấm. Trong nghiên cứu năm 2009, mà người ta nghĩ ra thuật ngữ "bồn cầu của chuột chù cây", người ta đã xác định rằng khoảng 57 tới 100% lượng nitơ mà lá cây hấp thụ đến từ phân của chuột chù cây. Một nghiên cứu khác công bố năm 2010 chỉ ra rằng hình dáng và kích thước của miệng ấm của loài N. lowii chính xác là khớp với kích thước của chuột chù cây điển hình (Tupaia montana). Sự thích nghi tương tự tìm thấy ở N. macrophylla và N. rajah, và có thể cũng có ở N. ephippiata.

### Động vật thủy sinh
Các sinh vật có ít nhất một phần vòng đời của chúng trong ấm của các loài các nắp ấm thường được gọi là động vật thủy sinh nắp ấm. Các loài động vật thủy sinh phổ biến nhất, thường tương ứng với bậc dinh dưỡng cao hàng đầu của hệ sinh thái động vật thủy sinh, là ấu trùng của nhiều loài muỗi. Các loài động vật thủy sinh khác trong nắp ấm còn bao gồm cả ấu trùng ruồi và ruồi nhuế, nhện, ve bét, kiến, và thậm chỉ cả một loài cua (Geosesarma malayanum). Nhiều loài trong số này chỉ chuyên sống trong ấm của một loài nắp ấm mà không thể tìm thấy ở những loài khác. Những loài này được gọi là cộng sinh nắp ấm (nepenthebiont). Những loài khác, thường gắn với nhưng không phụ thuộc vào các loài nắp ấm, được gọi là ái nắp ấm (nepenthophile). Ngược lại, nepenthexenes, hiếm thấy trong ấm của nắp ấm, nhưng thường sẽ xuất hiện khi sự thối rữa đạt tới một ngưỡng nhất định, thu hút ấu trùng ruồi mà thông thường không thể tìm thấy trong cộng đồng động vật thủy sinh nắp ấm. Quan hệ sinh thái phức tạp giữa nắp ấm và động vật thủy sinh nắp ấm vẫn chưa được hiểu rõ, nhưng người ta cho rằng quan hệ này là hỗ sinh: quần động vật thủy sinh được cung cấp nơi trú ẩn, thức ăn hoặc sự bảo vệ còn cây nắp ấm cho chúng chỗ trú lại nhận được sự xúc tiến cho quá trình phân rã con mồi bắt được, làm tăng tần suất tiêu hóa và kiềm chế các quần thể vi khuẩn có hại.

## Lịch sử

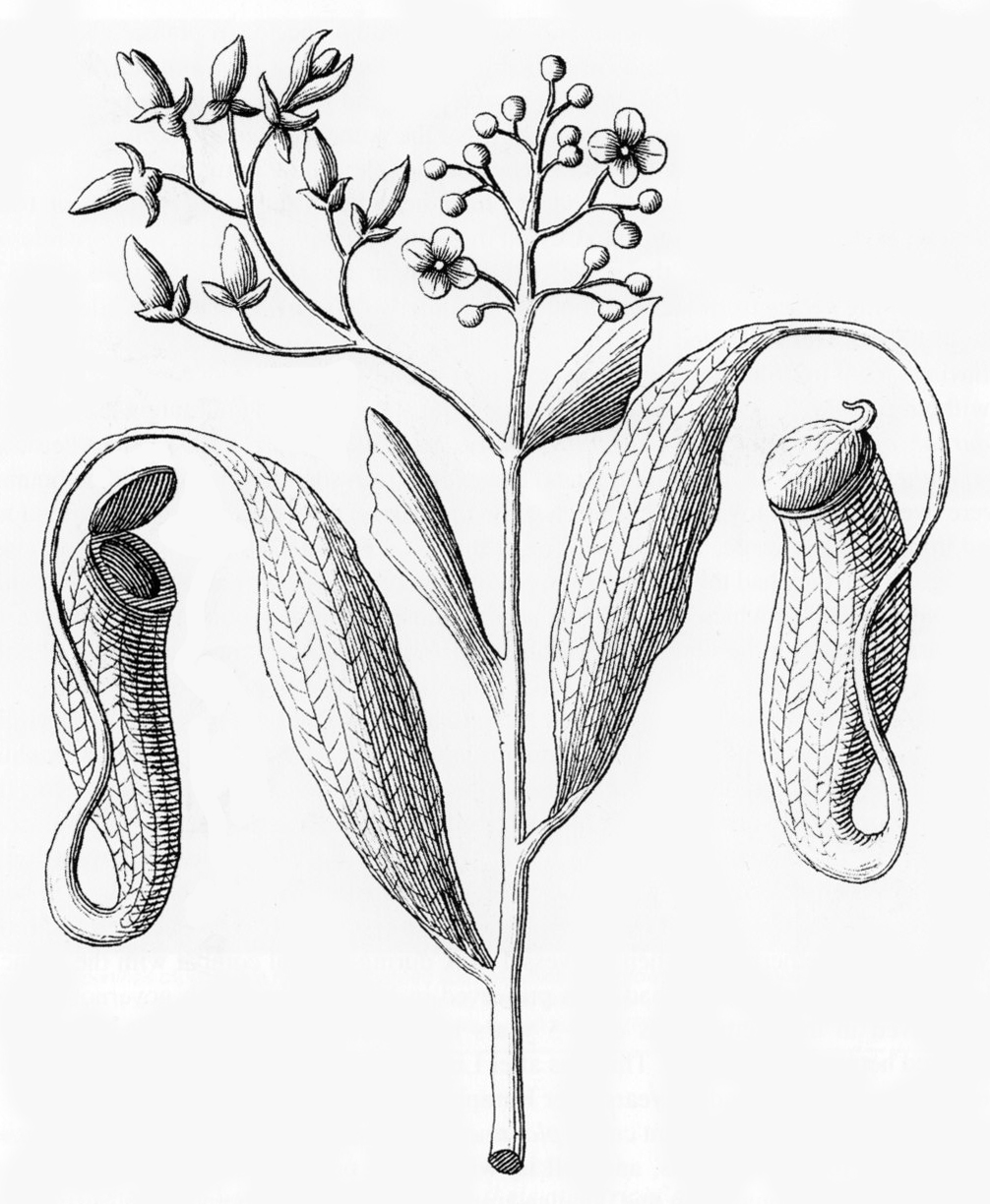
Hình vẽ loài N. distillatoria của Plukenet trong sách Almagestum Botanicum năm 1696 của ông.

Những ghi chép sớm nhất về Nepenthes có từ thế kỷ 17. Năm 1658, thống sứ người Pháp Etienne de Flacourt tại Madagascar đã công bố miêu tả một loài nắp ấm trong công trình chuyên đề của ông Histoire de la Grande Isle de Madagascar. Nội dung như sau:
Nó là loài cây cao khoảng 3 ft, mang ở phía ngọn chiếc lá dài 7 inch của nó, một bông hoa hay một quả rỗng tương tự như một chiếc bình nhỏ, với chiếc nắp riêng của nó, một cảnh tượng kỳ diệu. Có những cái bình màu đỏ và những cái bình màu vàng, với những cái bình màu vàng là lớn nhất. Các cư dân của đất nước này miễn cưỡng hái những bông hoa, nói rằng nếu ai đó hái chúng khi đi ngang qua, thì ngày đó sẽ không ngớt mưa. Dựa vào điều đó, tôi và tất cả những người Pháp khác đã hái chúng, nhưng trời không mưa. Sau cơn mưa thì nhưng bông hoa này chứa đầy nước, mỗi bông chứa tới một nửa cốc nước. [dịch từ tiếng Pháp trong Pitcher-Plants of Borneo]
Flacourt gọi loài cây này là Amramatico, lấy theo tên địa phương. Sau hơn một thế kỷ, loài này được chính thức miêu tả là N. madagascariensis.
Loài thứ hai được miêu tả là N. distillatoria, loài đặc hữu của Sri Lanka. Năm 1677, Bartholinus đã đề cập ngắn gọn về nó dưới tên gọi Miranda herba, tiếng La tinh để chỉ "cây cỏ kỳ lạ". Ba năm sau, thương nhân Hà Lan là Jacob Breyne nhắc tới loài này như là Bandura zingalensium, lấy theo tên gọi bản địa của loài này. Bandura sau đó đã trở thành tên gọi được sử dụng phổ biến nhất ở phương Tây để chỉ các cây nắp ấm nhiệt đới, cho tới khi Linnaeus nghĩ ra từ Nepenthes năm 1737.

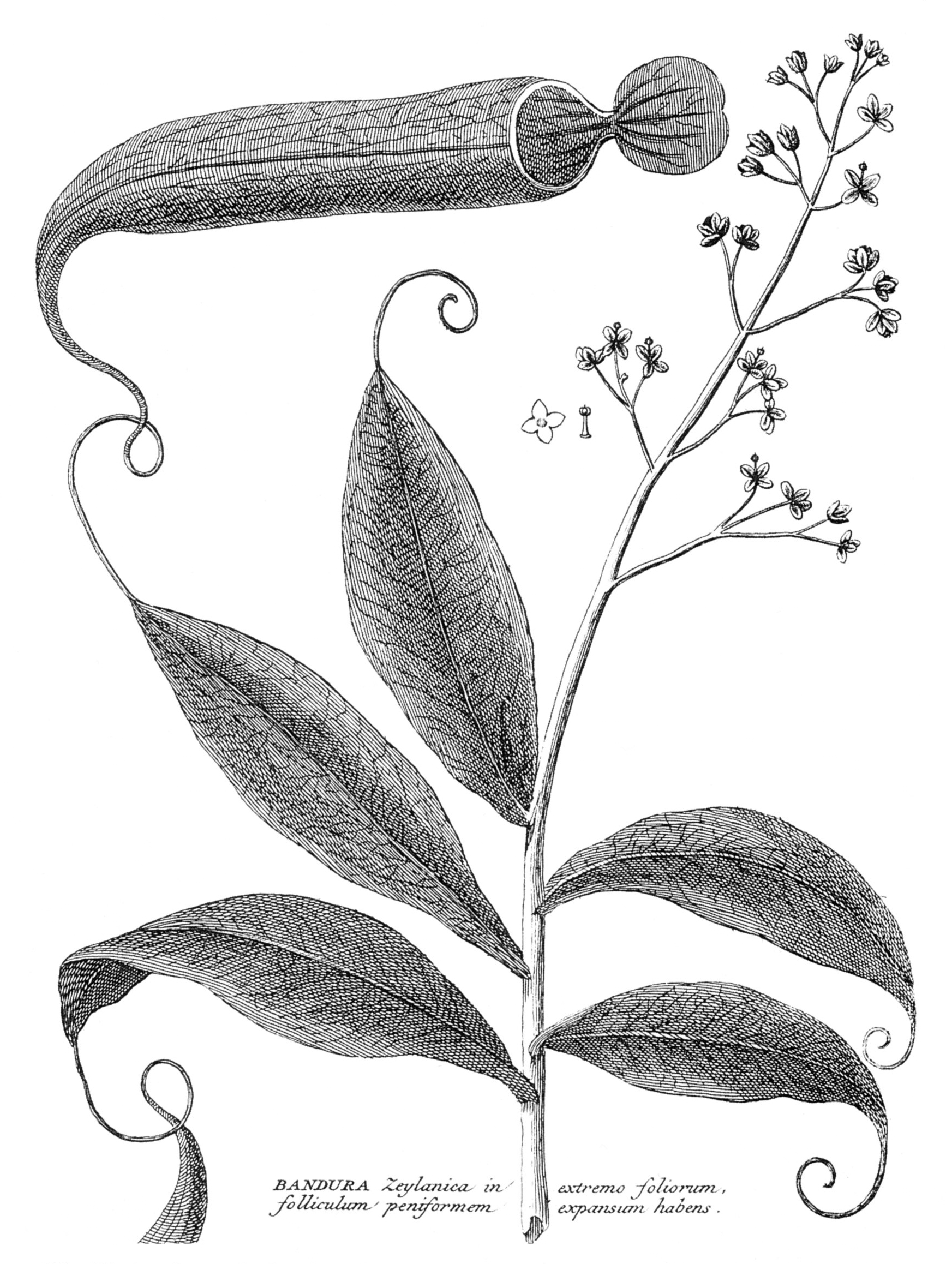
Minh họa của Bandura zeylanica (N. distillatoria) từ sách Thesaurus Zeylanicus năm 1737 của Burmann.

Nepenthes distillatoria được miêu tả một lần nữa vào năm 1683, lần này là bởi bác sĩ người Thụy Điển là H. N. Grimm. Grimm gọi nó là Planta mirabilis destillatoria nghĩa là "cây chưng cất thần diệu", và là người đầu tiên minh họa loài nắp ấm nhiệt đới này một cách rõ ràng. Ba năm sau, vào năm 1686, nhà tự nhiên học người Anh John Ray đã trích dẫn Grimm để nói rằng:
Rễ hút hơi ẩm từ lòng đất, với sự hỗ trợ của các tia nắng, nó dâng lên chảy vào trong cây và sau đó chảy xuống dọc theo thân và các dây thần kinh của lá vào công cụ tự nhiên để lưu trữ tại đó cho tới khi được sử dụng cho các nhu cầu của con người. [dịch từ tiếng La tinh trong Pitcher-Plants of Borneo]
Một trong những hình minh họa đầu tiên về Nepenthes xuất hiện trong Almagestum Botanicum năm 1696 của Leonard Plukenet. Loài được gọi trong đó là Utricaria vegetabilis zeylanensium, chắc chắn là N. distillatoria.

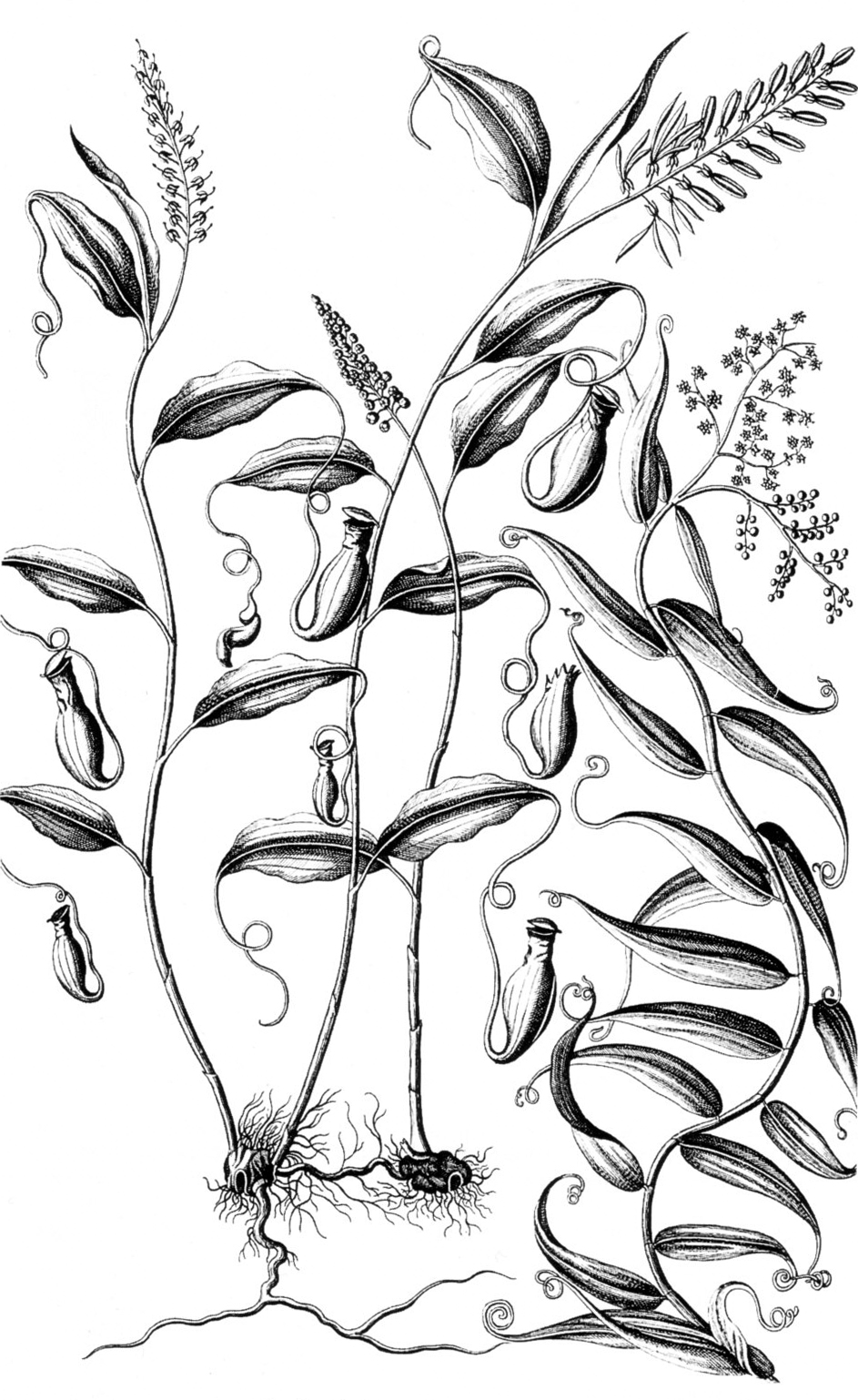
Cantharifera như được minh họa trong Herbarium Amboinensis của Rumphius, quyển 5, xuất bản năm 1747, mặc dù có lẽ đã được vẽ vào cuối thế kỷ 17. Dây leo ở bên phải không phải là Nepenthes, mà là một loài mây nước (Flagellaria).

Đó là vào cùng một khoảng thời gian mà nhà thực vật học người Đức là Georg Eberhard Rumphius phát hiện ra 2 loài Nepenthes mới tại khu vực quần đảo Mã Lai. Rumphius minh họa loài thứ nhất, hiện nay coi là đồng nghĩa với N. mirabilis, và đặt cho nó tên gọi Cantharifera, nghĩa là "[cây] mang cốc". Loài thứ hai, được gọi là Cantharifera alba, được cho là N. maxima. Rumphius đã miêu tả các loài cây này trong công trình nổi tiếng nhất của ông là Herbarium Amboinense gồm 6 quyển, một bảng liệt kê thực vật chí của đảo Ambon. Tuy nhiên, nó đã không được công bố nhiều năm sau khi ông mất.
Sau khi bị mù năm 1670, khi bản thảo mới chỉ hoàn thành một phần, Rumphius tiếp tục viết Herbarium Amboinensis với sự trợ giúp của các thư ký và các nghệ sĩ. Năm 1687, khi bản thảo gần như đã hoàn thành, thì ít nhất là một nửa các hình minh họa đã bị mất trong một vụ hỏa hoạn. Không nản chí, Rumphius và những người giúp việc ông lần đầu tiên hoàn thành cuốn sách năm 1690. Tuy nhiên, hai năm sau thì con tàu chở theo bản thảo này về Hà Lan đã bị người Pháp tấn công và đánh chìm, buộc họ lại phải bắt đầu từ bản sao mà may mắn thay vẫn còn được tổng thống sứ Johannes Camphuijs lưu giữ. Herbarium Amboinensis cuối cùng đã về tới Hà Lan năm 1696. Nhưng kể cả khi đạt được điều đó thì quyển 1 chỉ được xuất bản vào năm 1741, nghĩa là 39 năm sau khi Rumphius mất. Vào thời gian đó, tên gọi Nepenthes của Linnaeus đã được thiết lập.
Nepenthes distillatoria được minh họa lần nữa trong sách Thesaurus Zeylanicus năm 1737 của Johannes Burmann. Hình vẽ trong đó minh họa phần cuối của thân cây đang ra hoa với các ấm. Burmann gọi loài cây này là Bandura zeylanica.
Đề cập tiếp theo về các loài nắp ấm nhiệt đới được thực hiện năm 1790, khi giáo sĩ Bồ Đào Nha là João de Loureiro miêu tả Phyllamphora mirabilis, nghĩa là "lá hình bình kỳ diệu", từ Việt Nam. Mặc dù từng sống tại đất nước này trong khoảng 35 năm, dường như không chắc chắn là Loureiro đã quan sát được cây còn sống của loài này, do ông phát biểu rằng nắp là phần chuyển động, tích cực mở ra và khép lại. Trong tác phẩm nổi tiếng nhất của mình, Flora Cochinchinensis, ông viết:
[...] đầu chỏm lá kết thúc trong một tua cuốn dài treo lơ lửng, xoắn lại ở đoạn giữa, từ đó treo một vật giống như chiếc bình, thuôn dài, bụng bình, với miệng nhẵn có mép lồi ra và một chiếc nắp gắn vào một bên, với bản chất của chính nó thì tự do đóng mở để nhận sương và lưu giữ nó. Thật là một công trình kỳ diệu của Chúa! [dịch từ tiếng Pháp trong Pitcher-Plants of Borneo]
Phyllamphora mirabilis cuối cùng đã được George Claridge Druce chuyển sang chi Nepenthes vào năm 1916. Như thế, P. mirabilis là từ đồng nghĩa gốc của loài nắp ấm nhiệt đới phân bố rộng khắp này.
Miêu tả của Loureiro về chiếc nắp chuyển động được Jean Louis Marie Poiret nhắc lại năm 1797. Poiret đã miêu tả 2 trong số 4 loài Nepenthes đã biết vào thời gian đó: N. madagascariensis và N. distillatoria. Ông đặt tên cho loài thứ nhất tên gọi như hiện tại của nó và gọi loài thứ hai là Nepente de l'Inde, hay đơn giản là "Nepenthes của Ấn Độ", mặc dù loài này không có trên đại lục. Trong Encyclopédie Méthodique Botanique của Jean-Baptiste Lamarck, ông gộp cả miêu tả sau:
Chiếc bình này rỗng, như tôi vừa mới nói, thường chứa đầy nước trong, và sau đó khép lại. Nó mở ra trong thời gian ban ngày và trên một nửa lượng chất lỏng biến mất, nhưng sự mất đi này được bù lại trong đêm, và sáng ngày hôm sau bình lại đầy và khép lại bởi nắp của nó. Đó là thức ăn của nó, và nó đủ cho trên một ngày bởi vì nó luôn luôn còn khoảng một nửa vào lúc đêm xuống. [dịch từ tiếng Pháp trong Pitcher-Plants of Borneo]

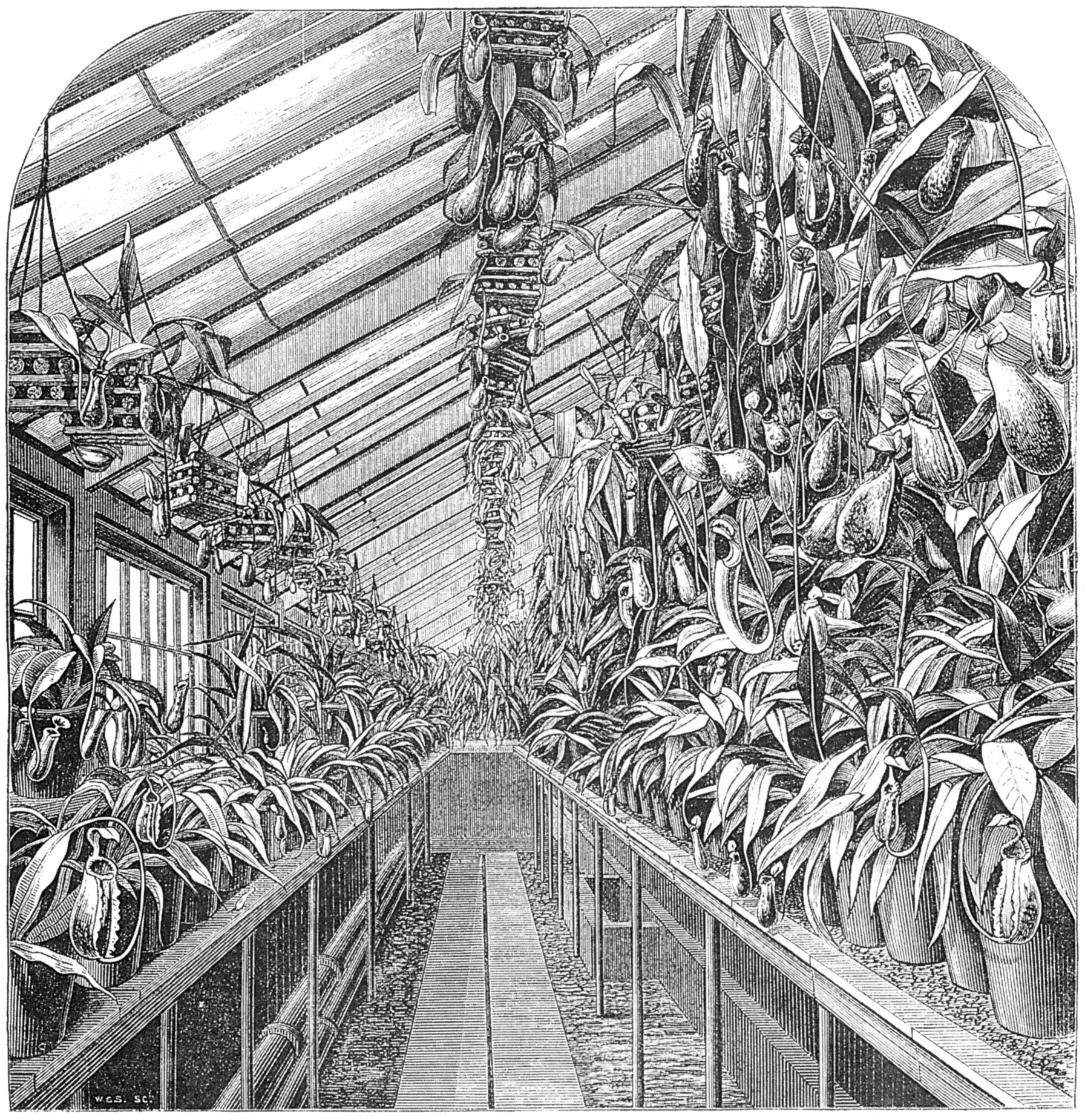
Nhà trồng Nepenthes trong Các vườn ươm Veitch, minh họa trong The Gardeners' Chronicle, 1872

Với sự phát hiện ra các loài mới và sự giới thiệu mẫu vật gốc vào châu Âu năm 1789 của Joseph Banks, sự quan tâm tới Nepenthes đã tăng lên trong suốt thế kỷ 19, lên tới đỉnh điểm trong cái gọi là "Kỷ nguyên vàng của Nepenthes" trong thập niên 1880. Tuy nhiên, sự phổ biến của các loài cây này đã suy giảm trong đầu thế kỷ 20, trước khi gần như biến mất vào thời gian diễn ra Chiến tranh thế giới thứ hai. Điều này có thể thấy qua việc không có loài mới nào được miêu tả trong giai đoạn từ 1940 tới 1966. Sự phục hồi niềm quan tâm toàn cầu trong gieo trồng và nghiên cứu Nepenthes gắn liền với nhà thực vật học người Nhật là Shigeo Kurata, với công trình của ông trong thập niên 1960 và 1970 đã gây nhiều chú ý đối với các loài thực vật này.

## Từ nguyên học
Tên gọi Nepenthes lần đầu tiên được công bố trong Hortus Cliffortianus của Carolus Linnaeus năm 1737. Nó dẫn chiếu tới một đoạn trong Odyssey của Homer, trong đó một liều thuốc "Nepenthes pharmakon" được nữ hoàng Ai Cập đưa cho Helen. "Nepenthe" nghĩa đen là "không đau khổ" (ne = không, penthos = đau khổ) và, trong thần thoại Hy Lạp, là một loại thuốc mê chế ngự mọi đau buồn bằng sự lãng quên. Linnaeus giải thích:
Nếu đây không phải là Nepenthes của Helen, nó chắc chắn sẽ dành cho mọi nhà thực vật học. Tại sao một nhà thực vật học lại không tràn đầy sự thán phục, nếu sau một cuộc hành trình dài, ông hẳn là sẽ tìm thấy loài cây kì diệu này. Trong sự ngạc nhiên của mình, các bệnh tật trong quá khứ có thể được quên đi khi ngắm nhìn công trình tuyệt diệu này của đấng Sáng thế! [dịch từ tiếng Anh, theo bản dịch từ tiếng La tinh sang tiếng Anh của Harry Veitch]
Loài mà Linnaeus miêu tả là Nepenthes distillatoria, một loài từ Sri Lanka.
Nepenthes được công bố chính thức là tên chi trong tác phẩm nổi tiếng Species Plantarum của Linnaeus năm 1753 và nó là tên gọi khoa học chính thức từ đó tới nay. N. distillatoria là loài điển hình của chi.

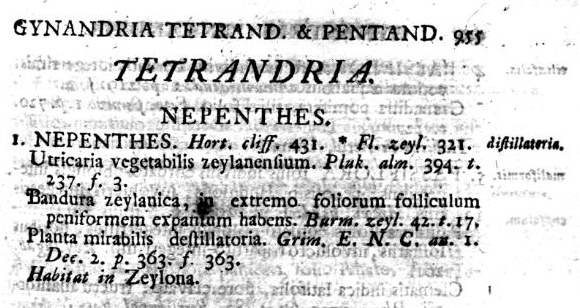
Nepenthes trong Species Plantarum năm 1753 của Carolus Linnaeus.

Tên gọi trong tiếng Anh monkey cup (chén [của] khỉ) được đề cập trong số ra tháng 5 năm 1964 của tạp chí National Geographic, trong đó Paul A. Zahl đã viết:
Những người chuyên chở gọi chúng là các "monkey cup", một tên gọi tôi đã từng nghe thấy ở đâu đó khi nói tới Nepenthes, nhưng ngụ ý rằng những con khỉ uống chất lỏng của nắp ấm thì dường như là đáng ngờ. Sau này tôi đã công nhận điều đó là đúng. Tại Sarawak tôi tìm thấy một con đười ươi từng được nuôi làm thú cảnh và sau đó được thả ra. Khi tôi thận trọng tới gần nó trong rừng, tôi chìa cho nó một cái nắp ấm đầy một nửa. Thật ngạc nhiên, là con vượn này chấp nhận nó và, với sự tinh tế của quý bà khi uống chè, uống thứ nước ngon lành này tới tận đáy.

## Gieo trồng

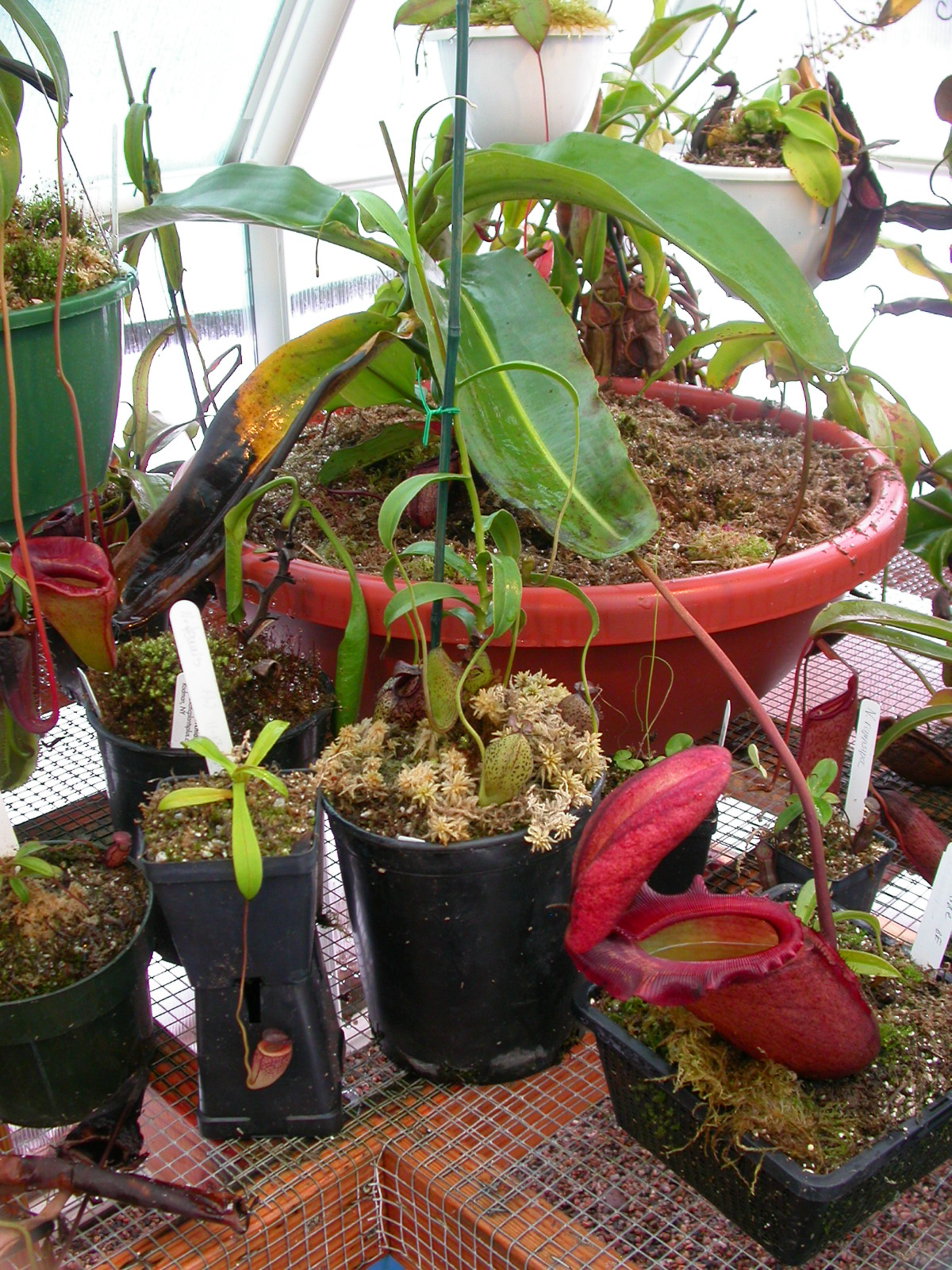
Một cái chậu trồng Nepenthes rajah, bên cạnh các loài khác.

Nepenthes có thể trồng trong các nhà kính tại phương bắc. Các loài dễ trồng nhất là N. alata, N. ventricosa, N. khasiana và N. sanguinea. Bốn loài này là các loài cây cao nguyên (N. alata có cả dạng bình nguyên và cao nguyên), một vài loài bình nguyên dễ trồng như N. rafflesiana, N. bicalcarata, N. mirabilis và N. hirsuta.
Các dạng cao nguyên là các loài mọc trong môi trường nói chung có độ cao lớn, và vì thế chúng chịu đựng được các nhiệt độ mát mẻ buổi chiều. Các dạng bình nguyên là các loài mọc gần với mực nước biển. Cả hai dạng này đều thích nghi tốt nhất với nước mưa (nhưng nước máy cũng dùng được khi trộn lẫn với nước mưa), ánh sáng đủ độ (không phải ánh nắng lúc giữa trưa), môi trường đất thoát nước tốt, lưu thông không khí tốt và độ ẩm tương đối cao, mặc dù các loài dễ trồng như N. alata có thể thích nghi với môi trường có độ ẩm thấp. Các loài cao nguyên phải có sự làm mát ban đêm để phát triển tốt trong thời gian dài. Phân hóa học tốt nhất nên sử dụng với liều thấp. Thỉnh thoảng nuôi cây bằng dế mèn đông lạnh (làm tan băng trước khi dùng) có thể có lợi cho cây. Các bồn cảnh nhỏ trồng các loài cây nhỏ như N. bellii, N. × trichocarpa và N. ampullaria là có thể, nhưng phần lớn các cây sẽ trở nên to hơn theo thời gian.
Các loài cây này có thể nhân giống bằng hạt, cành giâm hay nuôi cấy mô. Hạt thường được gieo trên rêu than bùn Sphagnum cắt nhỏ và tẩm ướt, hoặc trên môi trường nuôi cấy mô thực vật vô trùng một khi chúng đã được khử trùng đúng cách. Hạt nói chung nhanh chóng trở nên không thể nảy mầm được sau khi thu hoạch, nên hạt nói chung không phải là phương thức nhân giống được ưa thích. Hỗn hợp tỷ lệ 1:1 gồm môi trường lan với rêu hoặc perlit (đá trân châu) từng được sử dụng để làm hạt nảy mầm và gieo trồng. Hạt có thể phải mất 2 tháng để nảy mầm và 2 năm hay hơn thế để phát triển thành cây trưởng thành. Các cành giâm có thể ra rễ trong rêu than bùn Sphagnum tẩm ướt trong túi bóng kính hay trong thùng với độ ẩm cao và độ chiếu sáng vừa phải. Chúng có thể ra rễ sau 1–2 tháng và bắt đầu tạo ấm sau khoảng 6 tháng. Nuôi cấy mô hiện nay được sử dụng về mặt thương mại và giúp giảm việc sưu tập cây trong hoang dã, cũng như làm cho nhiều loài hiếm trở thành có sẵn đối với những người thích sưu tập cây với mức giá vừa phải. Nhiều loài Nepenthes được coi là loài bị đe dọa hay nguy cấp và được liệt kê trong phụ lục 1 và 2 của CITES.

## Các loài
Khoảng 90-130 loài nắp ấm hiện nay được ghi nhận là hợp lệ. Tuy nhiên, con số này còn có thể biến đổi do mỗi năm lại có vài loài mới được miêu tả.

## Lai ghép và giống cây trồng

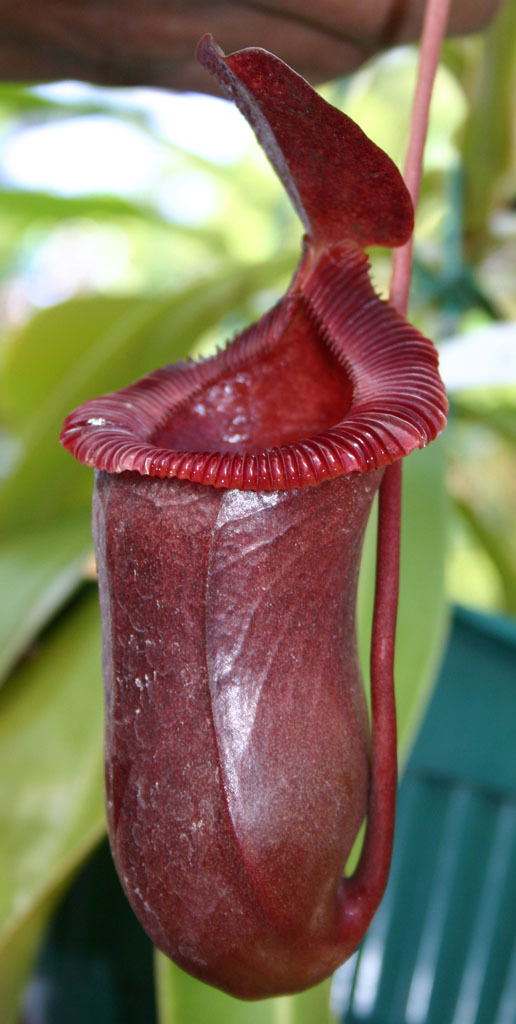
Loại cây lai ghép phức tạp N. ventricosa × (N. lowii × N. macrophylla) nhân tạo.

Có nhiều loại cây lai ghép giữa các loài nắp ấm, cũng như có vô số các giống cây trồng đã đặt tên. Một vài loại cây lai ghép nhân tạo đáng chú ý có:
- N× 'Coccinea' ((N. rafflesiana × N. ampullaria) × N. mirabilis)
- N× 'Emmarene' (N. khasiana × N. ventricosa)
- N× 'Gentle' (N. fusca × N. maxima)
- N× 'Judith Finn' (N. veitchii × N. spathulata)
- N×' Miranda' ((N. maxima × N. northiana) × N× maxima)
- N× 'Mixta' (N. northiana × N. maxima)
- N× 'Briggsiana' ( N. lowii × N. Ventricosa)
- N× 'Singapore gardentech'  ( N.ampullaria × N.ventricosa), loài lai này khi thay đổi vai trò lai của 2 loài lai sẽ ra Lady luck và Bloody mary

## Các loài nắp ấm ở Việt Nam

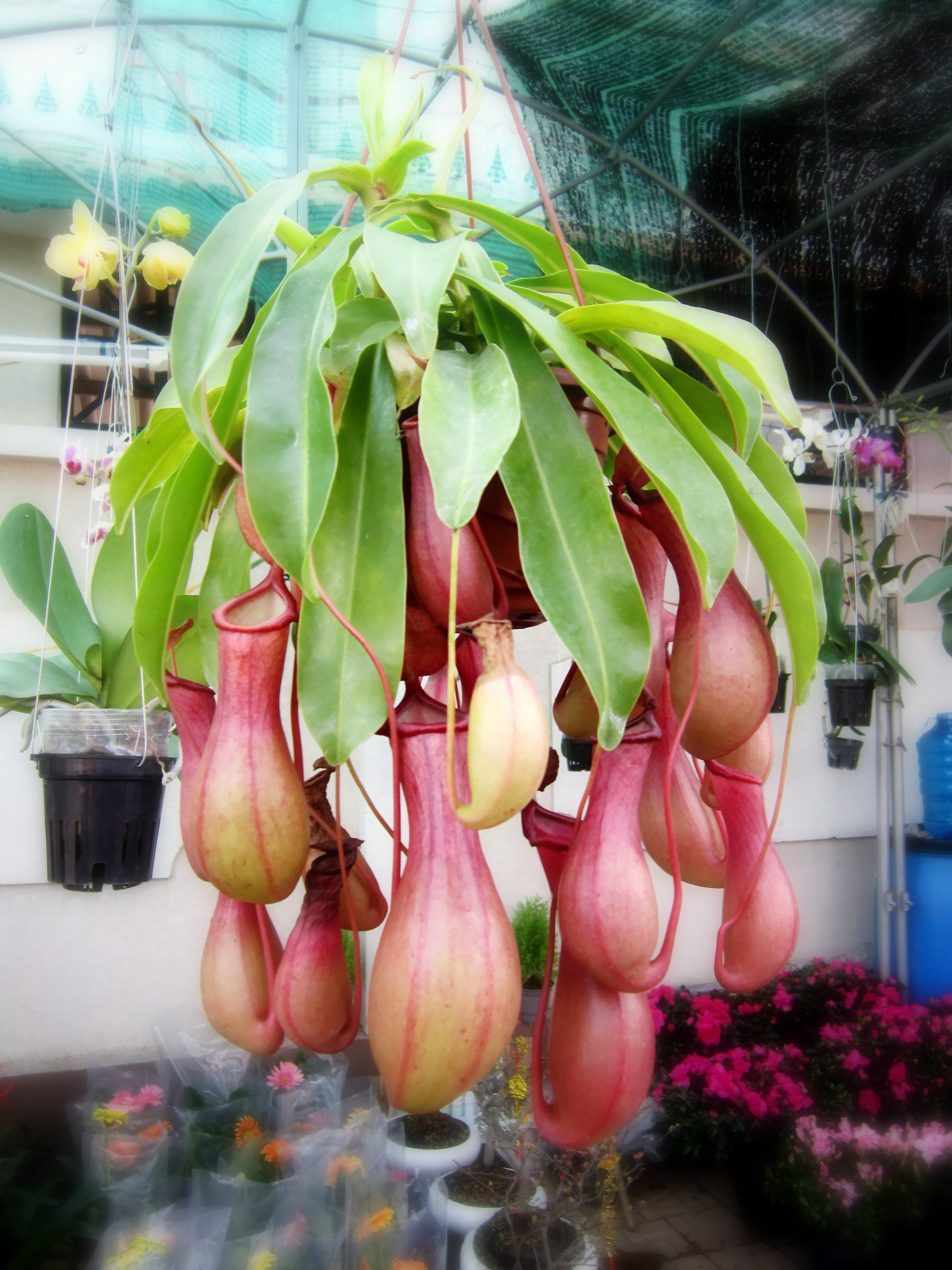
Một loài nắp ấm ở Việt Nam là Nepenthes × ventrata (Lai giữa Nepenthes ventricosa và Nepenthes alata)

Theo tài liệu, ở Việt Nam hiện có khoảng 5 loài thuộc Họ Nắp ấm:
- Nepenthes smilesii Hemsl.(Nắp ấm), phân bố ở Đà Lạt, Vĩnh Linh (Quảng Trị).
- Nepenthes kampotiana Lecomte (Nắp ấm), phân bố tại miền nam Campuchia, miền tây Việt Nam và miền đông Thái Lan
- Nepenthes mirabilis (Lour.) Druce (nắp ấm hoa đôi, bình nước kỳ quan, Trư-lung) gặp ở vùng đất lầy, bình nguyên
- Nepenthes thorelii H. Lec. (Bình nước Thorel), phân bố ở Đà Lạt, Đồng Nai, Hà Tiên.